# Екзархийско преброяване в Македония (1907)
Екзархийско преброяване в Македония от 1907 година е опит на Българската екзархия да проведе самостоятелно проучване за реалния брой на българите екзархисти в областта. Актуализирането на данните за броя на „венчилата“ е изискано от Екзархията през октомври 1906 година с окръжно писмо до подведомствените ѝ митрополии, архиерейски наместничества и църковни общини. Регистрите от преброяването са запазени в архивния фонд на Българската екзархия в Централния държавен архив (ЦДА, фонд 246к) – инвентарни описи № 9 и № 10.  Инициативата и практическата организация на това преброяване най-вероятно са дело на началника на Училищния отдел при Екзархията Стефан Лафчиев.